# Вілле Пельтонен
Вілле Сакарі Пельтонен (фін. Ville Sakari Peltonen; 24 травня 1973, м. Вантаа, Фінляндія) — фінський хокеїст, лівий нападник, нині тренер ГІФК Гельсінкі. 
Вихованець хокейної школи «Курра». Виступав за ГІФК (Гельсінкі), «Сан-Хосе Шаркс», «Канзас-Сіті Блейдс» (ІХЛ), «Kentucky Thoroughblades» (АХЛ), ХК «Вестра Фрелунда», «Мілвокі Адміралс» (ІХЛ), «Нашвілл Предаторс», «Йокеріт» (Гельсінкі), ХК «Лугано», «Флорида Пантерс», «Динамо» (Мінськ).
У складі національної збірної Фінляндії провів 252 матчі (79+100); учасник зимових Олімпійських ігор 1994, 1998, 2006 і 2010, учасник чемпіонатів світу 1994, 1995, 1996, 1997, 1998, 1999, 2000, 2002, 2004, 2005, 2006, 2007 і 2008, учасник Кубка світу 1996 і 2004. У складі молодіжної збірної Фінляндії учасник чемпіонату світу 1993. У складі юніорської збірної Фінляндії учасник чемпіонату Європи 1991.
Батько: Еса Пельтонен.
Досягнення
- Срібний призер зимових Олімпійських ігор (2006), бронзовий призер (1994, 1998, 2010)
- Чемпіон світу (1995), срібний призер (1994, 1998, 1999), бронзовий призер (2000, 2006, 2008)
- Чемпіон Фінляндії (2002, 2011)
- Чемпіон Швейцарії (2006)
- Володар Континентального кубка (2003)
- Володар Кубка Шпенглера (2009)
- Учасник матчу усіх зірок КХЛ (2010).